# Mustallar
El Mustallar, també anomenat O Mustallar o Mostallar, és una muntanya de la serra dels Ancares. Amb els seus 1935 m és el cim més alt de la província de Lugo i el quart cim més alt de la serra, després del Cuiña (1.998 m), el Miravalles (1.969 m) i el Pena Rugueira (1.946 m). El pic es troba just a la frontera entre les províncies de Lugo i Lleó.

## Geologia
Com tota la serra dels Ancares i la serralada Cantàbrica, el Mustallar va aparèixer durant la darrera orogènesi alpina. Posteriorment l'acció de les glaceres hi va formar grans valls de fins a 700 metres de profunditat i varis quilòmetres de longitud (com la Vall d'Ancares, que s'estén des del Port d'Ancares fins l'aldea de Candín). També s'hi van formar alguns circs glaciars a les zones més altes, com l'existent al vessant nord-est del Pic Cuiña.
L'aparença suau de la serra dels Ancares, afectada per l'erosió, contrasta amb les parets escarpades dels pics Mustallar, Penalonga i Corno Maldito, a les zones més elevades, que encara conserven l'aspecte angulós del moldejat glaciar.

## Ascensió
La pujada al pic es pot fer de manera relativament senzilla des del Port d'Ancares, passant prèviament pels cims del Cuiña i el Penalonga, des de l'aldea de Burbia (A Veiga de Espiñareda, Lleó) o des de l'aldea de Piornedo (Cervantes, Lugo). Des de Burbia l'ascens es fa en unes 7 hores, havent de salvar un desnivell de 1008 metres; per la seva banda, des de Piornedo es pot fer el cim en unes 3 hores de camí, salvant un desnivell de 800 metres.
En tots els casos els camins acaben unint-se a la collada de Golada de Porto, des d'on en pocs metres es corona el cim de la muntanya. A partir d'aquí l'ascens és per nord-oest, amb força pendent però sense gaire dificultat per a una persona adulta.
Al cim hi ha un petit cartell i una bústia on s'hi poden deixar notes.